# Pyrostria antsirananensis
Pyrostria antsirananensis là một loài thực vật có hoa trong họ Thiến thảo. Loài này được Razafim., Lantz & B.Bremer mô tả khoa học đầu tiên năm 2007.